# 吉文明
吉文明（1957年8月—），江苏泰兴人，中国人民解放军中将军衔，济南陆军学院毕业。1976年12月入伍，1979年6月加入中国共产党，曾先后在南京军区、总参谋部、济南军区等单位任职。

## 生平
吉文明入伍后，在济南军区服役。1990年代初，他在济南军区司令部办公室军事工作研究室担任副团职研究员。1992年，吉文明调入中国人民解放军总参谋部。他后来升任总参谋部办公厅副主任。2006年，吉文明赴南京军区任职，任中国人民解放军第一集团军代理副军长。
2009年9月任南京陆军指挥学院院长，2011年9月任总参办公厅主任，2014年7月任济南军区副司令员，2016年1月任济南军区善后办主任、党委副书记。
2005年晋升中国人民解放军少将，2015年7月，晋升中国人民解放军中将军衔。